# Teucholabis (Teucholabis) majuscula
Teucholabis (Teucholabis) majuscula is een tweevleugelige uit de familie steltmuggen (Limoniidae). De soort komt voor in het Oriëntaals gebied.